# Kampire-Wasserfall
Der Kampire-Wasserfall (jap. カンピレーの滝 Kanpiree-no-taki oder カンビレーの滝 Kanbiree-no-taki) ist ein Wasserfall auf der japanischen Insel Iriomote-jima, die zu den Yaeyama-Inseln gehört. Der Wasserfall liegt am Urauchi-Fluss im Zentrum der Insel. Etwa 250 m flussabwärts befindet sich der Mariyudō-Wasserfall. Der höchste Wasserfall der Insel ist der Pinaisāra-Wasserfall mit einer Fallhöhe von 55 m. Das Gebiet liegt innerhalb des Iriomote-Ishigaki-Nationalparks. Die Umgebung ist ein subtropischer Wald, der von Eichen der Art Quercus miyagii dominiert wird.
Der Wasserfall gilt als heiliger Ort. Laut Aufzeichnungen der Yaeyama-Inseln aus dem Jahr 1727 wurde er damals als Inabain (稲葉院) bezeichnet. Es war strengstens verboten, dort ein Feuer zu machen, zu essen oder eine Kopfbedeckung zu tragen.